# Torrecuadrada de Molina
Torrecuadrada de Molina és un municipi de la província de Guadalajara, a la comunitat autònoma de Castella-La Manxa.